# Arçay (Vienne)
Arçay is een gemeente in het Franse departement Vienne (regio Nouvelle-Aquitaine) en telt 409 inwoners (2010). De plaats maakt deel uit van het arrondissement Châtellerault.

## Geografie
De oppervlakte van Arçay bedraagt 14,0 km², de bevolkingsdichtheid is 29,6 inwoners per km².
De onderstaande kaart toont de ligging van Arçay (Vienne) met de belangrijkste infrastructuur en aangrenzende gemeenten.

## Demografie
Onderstaande figuur toont het verloop van het inwonertal (bron: INSEE-tellingen).